# Kalînivka, Demîdivka
Kalînivka (în ucraineană Калинівка) este localitatea de reședință a comunei Kalînivka din raionul Demîdivka, regiunea Rivne, Ucraina.

## Demografie
Componența lingvistică a localității Kalînivka
     Ucraineană (99,36%)
     Alte limbi (0,64%)
Conform recensământului din 2001, majoritatea populației localității Kalînivka era vorbitoare de ucraineană (99,36%), existând în minoritate și vorbitori de alte limbi.